# Soual
Soual är en kommun i departementet Tarn i regionen Occitanien i södra Frankrike. Kommunen ligger i kantonen Dourgne som tillhör arrondissementet Castres. År 2022 hade Soual 2 649 invånare.

## Befolkningsutveckling
Antalet invånare i kommunen Soual
| Referens: INSEE |